# Massacre de Komanda
Le massacre de Komanda est une attaque perpétrée dans la nuit du 26 au 27 juillet 2025 par des rebelles des Forces démocratiques alliées (ADF), affiliés à l'État islamique, contre une église située dans la localité de Komanda, à 60 km au sud de Bunia, dans la province de l'Ituri en république démocratique du Congo. Cette attaque fait au moins 49 morts. Les assaillants ont pris pour cible les fidèles rassemblés pour une veillée de prière nocturne.

## Contexte
Les Forces démocratiques alliées (ADF) sont un groupe rebelle originaire d'Ouganda, actif depuis les années 1990. Initialement formé pour renverser le gouvernement ougandais, le groupe s'est ensuite tourné vers des attaques contre des civils en république démocratique du Congo. En 2017, les ADF prêtent allégeance à l'État islamique, adoptant une idéologie plus radicale et multipliant les attaques contre les populations locales. Depuis 2014, les ADF ciblent fréquemment les civils, utilisant la terreur comme tactique pour contrôler les territoires.
Le massacre de Komanda s'inscrit dans un cycle de violence perpétrés par les Forces démocratiques alliées (ADF) depuis le début de juillet 2025, dans la province de l'Ituri, en république démocratique du Congo (RDC),. 
L'attaque pourrait être interprétée comme une réponse aux opérations militaires conjointes menées par les Forces armées de la république démocratique du Congo (FARDC) et la Force de défense du peuple ougandais (UPDF), dans le cadre de l'opération Shujaa, contre le bastion des ADF dans les forêts de Mambasa,. Ces opérations, visant à affaiblir les capacités des ADF, ont pu provoquer des représailles de la part du groupe rebelle.

## Événements
Le massacre de Komanda se déroule dans la nuit du 26 au 27 juillet 2025, lorsque des rebelles des Forces démocratiques alliées (ADF) attaquent la paroisse Bienheureuse-Anuarite de Komanda, située dans la province d'Ituri en république démocratique du Congo (RDC). Les assaillants, partant de leur bastion de mont Hoyo (en), empruntent la route de Bogi pour mener leur attaque. Ce jour-là, des jeunes de la Croisade eucharistique, sont présents dans la paroisse depuis le vendredi 25 juillet pour les préparatifs du Jubilé d'argent, célébrant les 25 ans de l'arrivée du mouvement Action catholique à Komanda. Après une messe et une fête marquant la fin de la neuvaine, les participants partent se reposer vers 20 h 45. 
Vers une heure du matin, un incendie est signalé dans le quartier, accompagné de coups de feu,. À 4 h 40, les survivants sortent pour évaluer la situation et découvrent que les personnes venus pour le Jubilé ont été massacrés. Les corps sont retrouvés dans une salle de la paroisse située à environ 500 mètres de l'église paroissiale. Les militaires arrivent pour compter les corps, et les blessés sont transportés à l'hôpital.
L'attaque, revendiqué par l'État islamique,, a fait au moins 49 morts, et 17 blessés graves,,. Les assaillants, armés de fusils et machettes,,, ont tués 32 personnes à l'intérieur de l'église et les autres victimes ont été retrouvées dans les environs immédiats, notamment dans plusieurs maisons et commerces incendiés par les ADF,. Un nombre indéterminé de personnes ont été enlevés, le curé de la paroisse fait état de la disparition de 12  à   14 enfants après l'attaque,,.
Au lendemain de l'attaque, bien que la présence policière et militaire soit renforcé dans Komanda,, des milliers de familles prennent la fuite, abandonnant leurs habitations pour chercher refuge ailleurs,. Plus de la moitié de la population quitte Komanda, se dirigeant vers les villes de Kisangani et Bunia. Des quartiers comme Base, Zunguluka, Umoja et Ngombenyama sont quasiment vidés de leurs habitants,. Les activités économiques sont totalement suspendues, et les agriculteurs n'ont plus accès à leurs champs. 

## Réactions
La représentante spéciale adjointe du secrétaire général de l'ONU, Vivian van de Perre, a exprimé sa consternation face à l'attaque et souligné que ces actes sont contraires au droit international humanitaire,. Les autorités congolaises, et la communauté internationale, notamment la France et les États-Unis ont condamnés fermement cet acte,, tandis que le Pape Léon XIV a exprimé sa profonde tristesse et a envoyé une bénédiction apostolique aux familles des victimes et à la nation congolaise.
La Conférence épiscopale nationale du Congo (CENCO) exprime son indignation face à la récurrence de ces violences, soulignant l'inefficacité apparente des forces de sécurité présentes dans la région. Monseigneur Donatien N’shole, secrétaire général de la CENCO, a souligné la complexité de la situation sécuritaire et a appelé à des enquêtes sérieuses pour identifier les responsables et comprendre leurs motivations,.